# Прва влада Алексиса Ципраса
Прва влада Алексиса Ципраса је била Влада Хеленске Републике од 27. јануара до 27. августа 2015.
Влада је формирана после парламентарних избора јануара 2015.
Владу су чинили представници странака Коалиција радикалне левице и Независни Грци као и нестраначке личности.

## Састав
| Ресор                                                                 | Портрет | Име и презиме        | Странка                    | Белешка                    |
| --------------------------------------------------------------------- | ------- | -------------------- | -------------------------- | -------------------------- |
| Председник владе                                                      |         | Алексис Ципрас       | Коалиција радикалне левице |                            |
| Министарство унутрашњих послова и административне реконструкције      |         | Никос Вуцис          | Коалиција радикалне левице |                            |
| Министарство економије, инфраструктуре, трговачке морнарице и туризма |         | Joргос Статакис      | Коалиција радикалне левице |                            |
| Министарство одбране                                                  |         | Панос Каменос        | Независни Грци             |                            |
| Министарство културе, образовања и религије                           |         | Аристидис Балтас     | Коалиција радикалне левице |                            |
| Министарство за продуктивну реконструкцију, екологију и енергију      |         | Панајотис Лафазанис  | Коалиција радикалне левице | 27. јануар − 17. јул 2015. |
| Министарство за продуктивну реконструкцију, екологију и енергију      |         | Панос Скурлетис      | Коалиција радикалне левице | 17. јул − 28. август 2015. |
| Министарство правде, транспарентности и људских права                 |         | Никос Параскевопулос | нестраначка личност        |                            |
| Министарство спољних послова                                          |         | Никос Коцијас        | нестраначка личност        |                            |
| Министарство финансија                                                |         | Јанис Варуфакис      | Коалиција радикалне левице | 27. јануар − 6. јул 2015.  |
| Министарство финансија                                                |         | Еуклидис Цакалотос   | Коалиција радикалне левице | 6. јул − 28. август 2015.  |
| Министарство рада и социјалне солидарности                            |         | Панос Скурлетис      | Коалиција радикалне левице | 27. јануар − 17. јул 2015. |
| Министарство рада и социјалне солидарности                            |         | Јоргос Катругалос    | Коалиција радикалне левице | 17. јул − 28. август 2015. |
| Министарство здравља и социјалне заштите                              |         | Панагиотис Курумблис | Коалиција радикалне левице |                            |